# Mazzingo Donati
Mazzingo Donati (Firenze, 26 marzo 1912 – Sambuca Val di Pesa, 24 ottobre 1999) è stato un chirurgo ed ematologo italiano, noto per aver effettuato il primo trapianto di midollo osseo al mondo.
Presidente Nazionale della Società immunoematologi e della Associazione Italiana Centri Trasfusionali, dedicò la propria vita alla ricerca.

## Biografia
Nato a Firenze il 26 marzo 1912, conseguì la laurea in Medicina e Chirurgia presso l'Università di Siena nel novembre 1936 e l'abilitazione presso l'Università di Perugia nel dicembre dello stesso anno, si iscrisse all'albo professionale dei medici il 10 febbraio 1939.
Nel 1937, presso il distretto 15 Porta Romana del comune di Firenze, Donati prestò servizio in qualità di medico condotto supplente nelle condotte medico-chirurgiche. Nel periodo tra il febbraio 1937 e il gennaio 1939 svolse l'incarico di sottotenente medico; dal febbraio all'aprile 1939 svolse il ruolo di medico presso il comune di Livraga. Nel 1939, presso il distretto n.5, Santa Maria Novella, di Firenze, prestò servizio in qualità di medico condotto supplente nelle condotte medico-chirurgiche.
Nel marzo 1939 divenne assistente incaricato nella Divisione Malattie Infettive e Laboratorio di Ricerche Cliniche presso l'Ospedale di Santa Maria Nuova di Firenze. Interruppe l'attività di Assistente Incaricato perché fu richiamato e inviato in zona di guerra in Africa settentrionale, dove venne tenuto prigioniero di guerra per quasi tre anni, sino alla fine del 1943.

Nel 1947, presso il distretto 4 del comune di Firenze, Donati nuovamente prestò servizio in qualità di medico condotto supplente nelle condotte medico-chirurgiche. Dal giugno 1949, sino al febbraio del 1954, assunse nuovamente il ruolo di Assistente Incaricato presso l'Arcispedale di S. M. Nuova di Firenze, nel Laboratorio di Analisi Mediche diretto in quegli anni da Mario Montagnani. Nello stesso periodo fu incaricato della direzione del Laboratorio di Ricerche Cliniche presso l'Azienda ospedaliero-universitaria Careggi.

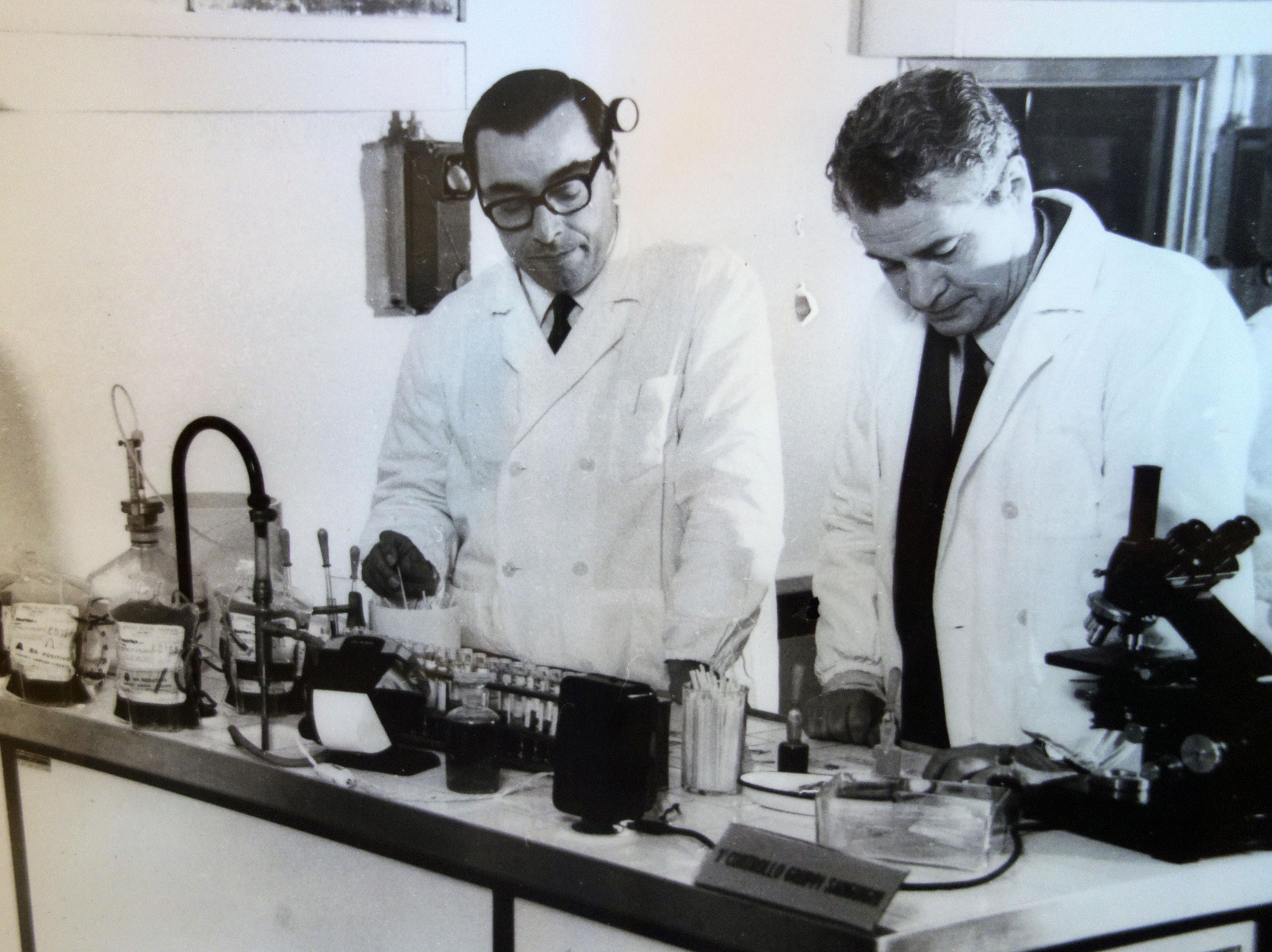
Donati in laboratorio

Nel febbraio del 1954 fu nominato direttore sanitario del Centro per la Trasfusione del Sangue e di Immunoematologia presso il Policlinico di Firenze, ruolo che rivestì ininterrottamente sino al 31 dicembre 1966, in tale data passò poi alle dipendenze dell'amministrazione dell'Arcispedale di S. M. Nuova in qualità di primario incaricato, continuando comunque a prestare servizio presso il Centro per la Trasfusione del Sangue del Consorzio di Firenze. Il Centro Trasfusionale di Firenze ha provveduto, nel periodo della direzione di Donati, a circa 150 000 trasfusionali di sangue intero, plasma, concentrati piastrinici e leucocitari, midollo osseo, e a tutte le ricerche immunoematologiche collegate con il servizio trasfusionale e con la malattia emolitica neonatale, oltreché a circa 60 pubblicazioni scientifiche.
Il 2 luglio 1959 conseguì il diploma di specializzazione in immunoematologia, con settanta punti su settanta, presso l'Università di Pisa.
Il 2 settembre 1959 Donati eseguì un intervento unico, il primo trapianto di midollo osseo, cioè il trapianto di cellule staminali ematopoietiche. L'intervento venne effettuato al Policlinico di Careggi a Firenze, di cui era direttore. Eseguì lui l'operazione su un paziente leucemico da un donatore volontario.

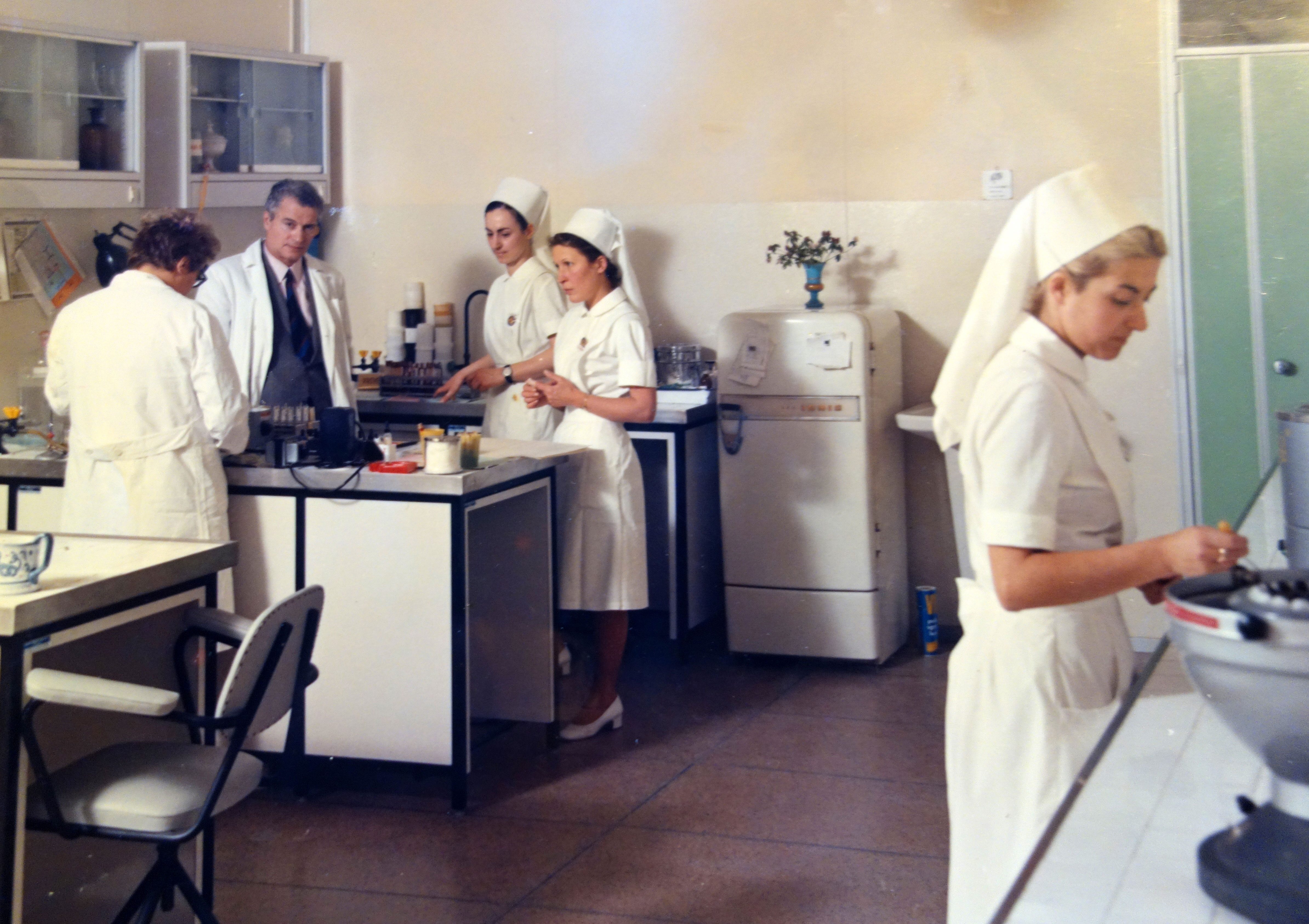
Mazzingo Donati all'Ospedale di Careggi di Firenze

Donati partecipò a vari concorsi pubblici: nel 1960 al concorso per l'assegnazione del posto di primario direttore del centro immunotrasfusionale, dell'Ospedale M. Vittoria di Torino, raggiunse l'idoneità. Nel 1961 al concorso per l'assegnazione dell'incarico di primario direttore del centro immunotrasfusionale, dell'Ospedale Civile di Udine, raggiunse nuovamente l'idoneità.
Dal gennaio 1961,, svolse l'incarico di Direttore del Centro e tale ruolo fu equiparato alla qualifica di primario ospedaliero presso l'Arcispedale di S. M. Nuova di Firenze.
Nell'aprile 1967 superò gli esami di abilitazione alla libera docenza di immunologia (com. n. 7040/66 dell'8 settembre 1967).
Dal 1º gennaio 1967 sino al 30 giugno 1968 fu primario incaricato del servizio trasfusionale sangue presso l'Arcispedale di S. M. Nuova di Firenze, continuando a dirigere anche il Centro Sangue del Consorzio di Firenze. Dal luglio del 1968 sino al marzo 1977 fu primario di ruolo al servizio trasfusionale sangue sempre presso il medesimo ospedale.
Nel 1970 fu eletto presidente nazionale dell'Associazione Italiana Centri Trasfusionali, sino al 1977 ha mantenuto la carica istituzionale.
Dal 1972 al 1978 rivestì anche il ruolo di presidente nazionale della Società Immunoematologi continuando a mantenere l'incarico di primario del Centro Trasfusionale e d'Immunoematologia di Firenze.
Nel 1975 rivestiva l'incarico di primario del Centro di Immunoematologia presso l'Arcispedale S. Maria Nuova e Stabilimenti Riuniti di Firenze, sotto la sua direzione la sezione Tipissutale dell'Arcispedale di S. M. Nuova di Firenze ottenne il riconoscimento da parte del Comitato Internazionale Histocompatibility Worksop, accettando i due antisieri preparati dalla suddetta Sezione.
Nel 1975 il Donati venne incaricato di presiedere il comitato tecnico consultivo per la programmazione, il coordinamento e lo sviluppo dell'attività dei servizi della trasfusione di sangue umano nella Regione Toscana.
Donati, operò anche presso l'Istituto Immuno Trasfusionale dell'Ospedale Civile di Udine, dopo il Terremoto del Friuli del 1976.
Donati andò in pensione nel marzo del 1977. Nel giugno dello stesso anno gli venne chiesta da parte dell'AVIS, la consulenza per la direzione del Centro Trasfusionale, nella sede dell'Ospedale S. Giovanni di Dio di Firenze.
Nel giugno del 1978 il Consiglio Direttivo dell'A.V.I.S. Comunale di Firenze, assunse Donati in carica di sovrintendente del Centro Trasfusionale A.V.I.S.

### Seconda guerra mondiale
Nell'ottobre 1932 inizia la carriera militare di Donati, come soldato di leva. Nel 1933 venne chiamato alle armi e ammesso a ritardare in tempo di pace la presentazione al reggimento, come studente di medicina. Nel febbraio 1937 era un aspirante allievo ufficiale di complemento; pochi mesi dopo fu nominato allievo ufficiale medico di complemento e inviato in licenza illimitata in attesa della nomina ad aspirante ufficiale medico di complemento.
Nel giugno 1937 rivestiva il ruolo di aspirante ufficiale di complemento del corpo sanitario militare, ruolo ufficiale di medico, prima nel 19° Reg. Art. di Divisione Fanteria per il servizio di prima nomina, poi nel 157º Reggimento Fanteria.
Nell'ottobre 1937 partì per la Libia con il 157º Reggimento Fanteria; nel novembre dello stesso anno divenne sottotenente medico di complemento, e inviato al 45º Reggimento Artiglieri in El Abiar (Cirenaica), Libia. Nel 1938 aveva ultimato il servizio di prima nomina ma fu trattenuto in Libia per esigenze di organico del Comando XXI Corpo d'Armata.
Nel settembre 1939 fu richiamato in servizio dalla Direzione Sanità Militare di Firenze, partì da Napoli per sbarcare a Derma il 19 settembre, con l'84º Reggimento fanteria "Venezia" per il battaglione della 4ª Divisione CC. MM., passando poi al 204º Battaglione Mitraglieri. Nei sei mesi dal giugno al dicembre 1940 il Donati partecipò alle operazioni di guerra con il 204º Battaglione Mitraglieri nei territori di guerra della Libia.
L'11 dicembre 1940 fu catturato a Sidi Barrani, un villaggio egizio al confine con la Libia, dagli inglesi e trasportato in Australia, nei campi dei prigionieri di guerra italiani, Campo 8 di Hay New South Wales per tre anni.
Rientrato in Italia, venne ricoverato all'Ospedale Militare Carlo del Prete, per poi essere trasferito in quello di Bari. Alla fine del maggio 1943 fu dimesso e inviato in licenza straordinaria di dieci giorni. Si dovette presentare nel giugno dello stesso anno di fronte alla Commissione Nazionale Interrogatrice Militari reduci della prigionia, a Bologna; rientrato al Comando delle Truppe Deposito Reggimento Fanteria di Firenze venne trasferito alla Direzione Ospedaliera Miliare di Firenze, sino al settembre del 1943 quando venne definitivamente ricollocato in congedo perché assegnato alla III categoria.
Nel 1948 gli fu conferito il Grado di Merito di Guerra in virtù del R.D. 14 dicembre 1942 n. 1729.

### L'insegnamento
Negli anni dal 1952 al 1961 svolse attività didattiche, come insegnante di tecnica di laboratorio, alla Scuola Convitto professionale per Infermiere di Firenze; presso la Croce Rossa Italiana di Firenze nel 1959 insegnava ai corsi d'istruzione tecnico-sanitaria e nel 1962 rivestiva il ruolo di docente dei corsi per tecnici di centri immunotrasfusionali e per medici del servizio trasfusionale.
Svolse numerosi corsi e lezioni di immunoematologia sia presso l'Arcispedale di S. M. Nuova a Firenze che presso la Croce Rossa Italiana e presso altri centri immunotrasfusionali.
Presso la Croce Rossa Italiana toscana, Donati tenne, sino al 1959, corsi di istruzione tecnico-sanitario e di addestramento militare per il conseguimento del brevetto di infermiere del Corpo Militare della Croce Rossa Italiana.
Al corso teorico-pratico per medici trasfusionisti del 1963, organizzato dal Comitato provinciale per i donatori di sangue di Udine dell'Associazione italiana dei Centri Trasfusionali, tenne il corso “Gruppi sanguigni ABO – Sottogruppi di A – Caratteristiche dei sieri anti-A ed anti-B da impiegare nella determinazione dei gruppi sanguigni”. Presso l'Ospedale Policlinico S. Orsola di Bologna, durante l'anno scolastico 1962-63 tenne varie lezioni al Corso per Tecnici di Centro Trasfusionale.
Presiedette il I° Convegno di aggiornamento su Attualità dei Trapianti a Tirrenia, il 26 maggio 1979 e organizzato dal Servizio di Immunoematologia e trasfusionale Spedali Riuniti di Livorno in collaborazione con S.I.I. - A.I.C.T., A.V.I.S., A.I.D.O. e l'Ordine provinciale dei Medici.
Come presidente dei Centri Trasfusionali Italiani, nel settembre del 1977, presso il Sesto Miglio Club di Sesto Fiorentino, tenne un incontro sui “Problemi della raccolta e della trasfusione del sangue nella provincia di Firenze ed in Toscana”
Fu invitato in qualità di relatore in più congressi medici nazionali, e partecipò anche al Congresso Internazionale di Ematologia di Roma. Membro della Società Italiana di Ematologia e della Associazione Italiana Centri Trasfusionali, compare come autore di pubblicazioni, di cui la maggior parte riguardanti argomenti d'immunoematologia e conservazione del sangue.

## Il primo trapianto di midollo osseo in Italia
Il primo trapianto di midollo osseo in Italia fu eseguito il 2 settembre 1959. Donati effettuò il trapianto di midollo osseo al Policlinico di Careggi, Azienda ospedaliero-universitaria Careggi, Firenze, su un malato di leucemia, il volontario donatore era Antonio Urso. Donati rivestiva l'incarico di direttore sanitario del Centro per la Trasfusione del Sangue e di Immunoematologia presso il Politecnico di Firenze.
In una dichiarazione di Donati si legge che Antonio Urso “si presentò spontaneamente al Centro Sangue di Firenze (di cui ero allora Direttore) per sottoporsi ad un prelievo di midollo osseo. Tale prelievo fu eseguito dal sottoscritto con l'ausilio del Dott. Maiello anestesista, in data 11 settembre 1959 presso il Centro Sangue di Firenze Ospedale di Careggi. Il midollo osseo prelevato fu utilizzato a scopo terapeutico a beneficio di un ammalato nello stesso Ospedale. Non è esistito scopo di lucro.”
Il trapianto venne eseguito su un paziente malato di leucemia, il donatore, un barista di 29 anni, racconta di aver sentito alla radio che l'ospedale fiorentino necessitava urgentemente di un volontario disposto a sottoporsi ad un intervento chirurgico per riuscire a salvare la vita a un malato.

## Amici miei - il film
Donati viene ricordato nel mondo dello spettacolo per aver ispirato il personaggio di Alfeo Sassaroli, interpretato da Adolfo Celi nel film Amici miei del 1975 diretto da Mario Monicelli.
La sua abitazione era frequentata da celebri personaggi quali Ugo Tognazzi, Sandra Mondaini e Raimondo Vianello, che avrebbe inizialmente dovuto interpretare il ruolo del Necchi nel film, oltre al suo amico Franco Scandurra.
Tutta la storia dell'amicizia dei cinque e della nascita del cult cinematografico è stata poi raccontata da Fabrizio Borghini e Jacopo Nesti nel loro libro Caro Amici miei: storie, luoghi, artefici e personaggi del film di Mario Monicelli.

## Attività civica
Donati fu chiamato a far parte della Commissione per la disciplina e lo sviluppo dei servizi trasfusionali della provincia di Firenze, ai sensi dell'allora vigente normativa, art. 3 Legge n. 592 del 14 luglio 1967, Raccolta, conservazione e distribuzione del sangue umano.
L'attività civica del Donati comprende anche l'impegno per far approvare alcune leggi riguardanti le trasfusioni di sangue ai bambini emofiliaci.

## Riconoscimenti
- Diploma di benemerenza, 23 novembre 1975, sezione Ponterotto – Montà del Gruppo Padovano Donatori Sangue
- Socio onorario, 5 marzo 1983, Società Italiana di Immunoematologia e della Trasfusione del Sangue[28]

## Opere
- Mazzingo Donati/ Alberto Marrio Fontanelli, Raccolta di leggi, disposizioni, proposte di legge, convenzioni, delibere amministrative, relazioni di bilancio, ordini di servizio, circolari, estratti di pubblicazioni riguardanti il servizio trasfusionale, Firenze, Tipografia F.lli Alinari, 1972.
- Dott. Mazzingo Donati Direttore del Centro Trasfusionale di Firenze, Donatori di sangue e di midollo osseo, in Quaderni Tecnici Federazione Nazionale Associazioni di Pubblica Assistenza e Soccorso, Firenze, Ti. Bruno Coppini C., 1962.
- Mazzingo Donati, G. Abbozzo e M. Maiello, Nuova tecnica per il prelievo di midollo osseo a scopo trasfusionale, Torino, Edizioni Minerva Medica, 1963.
- Mazzingo Donati, G. Abbozzo e M. Maiello, Nueva tecnica de extraccion de medula osea con fin trasfusional, Turin, Panminerva Medica, 1963.
- Mazzingo Donati, Ardizzone G. e Ciampi G., Rilievi Immunoclonici sulle parapreoteinemie, in Gazz. Int. Med. Chir., LXX, 24 bis, 1965.
- Mazzingo Donati e Abbozzo G., Gli anticorpi immuni nell'infanzia, in Il Lab. Nella diagnosi medica, VII/23, 1962.
- Mazzingo Donati e Di Guglielmo R., Sulla situazione immunitaria dei malati di plasmocitoma e di macroglobulinemia, in La Settimana Med., 49:393, 1961.
- Mazzingo Donati e Abbozzo G., Anticorpi completi anti M ed anti E contemporaneamente presenti in un siero di soggetto non immunizzato, in La Trasf. Del Sangue, VI:94, 1961.
- Mazzingo Donati, Abbozzo G. e Ciampelli L., Comportamento delle emoagglutine immuni in pazienti affetti da neoplasia maligna sottoposti a trattamento radiante, in La Radiologia Medica, XLVII:855, 1961.
- Mazzingo Donati e Comparini A., Anemia emolitica da autoanticorpi a freddo in un caso di sindrome di Mikuliez, in Il Lab. Nella diagnosi medica, VI:127, 1961.
- Mazzingo Donati, Centaro A. e Cutrera A., Sopravvivenza eritrocitaria e crasi ematica in pazienti già affette da neoplasia uterina clinicamente guarite, in Riv. Di Ostetricia e Ginecologia, XV:73, 1960.
- Mazzingo Donati, Centaro A. e Cutrera A., Esiste una soglia ematica nella malattia neoplastica, in Minerva Medica, 51, 147, 1960.
- Mazzingo Donati e Abbozzo G., Test di sopravvivenza di emazie trasfuse in ammalati di neoplasia, in La Trasf. Del Sangue, V: 96, 1960.
- Mazzingo Donati, Abbozzo G. e Ciampelli L., L'influenza della Terapia irradiante sugli anticorpi immuni antiemazie i soggetti con neoplasie maligne, in Riv. Di Emoterapia ed Immunoem., I:51, 1960.
- Mazzingo Donati e Abbozzo G., Problemi correnti sulla trasfusione e richiami sulla individualità del sangue umano, in Ospedali d'Italia e Chirurgia, III: 703, 1960.
- Mazzingo Donati, Alcune osservazioni sul movimento immunologico nelle neoplasie., in Policlinico Sez. Med., LXVII: 31, 1960.
- Mazzingo Donati e Abbozzo G., Significativo aumento delle isoagglutinine cosiddette naturali del Sistema ABO e delle emoagglutinine immuni nelle neoplasie del sistema urinario, in Chirurgia Urologica, I:333, 1959.
- Mazzingo Donati, Centaro A. e Cutrera A., Il comportamento postrasfusionale delle emazie targate con Cr 51 in donne con neoplasia in atto ed in donne a 7 anni dall'intervento, in Atti del XVI Congresso della Soc. It. Di Ematologia, 1959.
- Mazzingo Donati, Centaro A., Cutrera A. e Abbozzo G., Indicazioni e limiti del trattamento emotrasfusionale in pazienti affette da carcinoma dell'utero in rapporto al problema della sopravvivenza degli eritrociti, in Riv. Di Ostetricia e Ginecologia, XIV: 113, 1959.
- Mazzingo Donati e Abbozzo G., Ipotesi immunologiche sull'anemia neoplastica ed alcune indicazioni della trasfusione di midollo osseo, in Osp. D'Italia e Chirurgia, II: 359, 1960; Com. al XVI congr. Della Soc. It. Di Ematologi, 1959.
- Mazzingo Donati, Abbozzo G. e Pitta A., Comportamento degli anticorpi cosiddetti naturali ed immuni del sistema ABO in rapporto a determinati stati patologici., in Relazione al V Congresso A.I.C.T., Aquila, 1959; La Trasf. Del Sangue, IV:1., 1959.
- Mazzingo Donati, Abbozzo G. e Cutrera A., Variazioni del titolo delle agglutinin naturali durante il travaglio di parto e nella prima settimana di puerperio., in Riv. Di Emoterapia ed Immunoem., II: 103, 1959.
- Mazzingo Donati, Anticorpi naturali ed immuni nella gravidanza normale., in Riv. Di Cl Pediatrica, IV: 329, 1959.
- Mazzingo Donati e Pitta A., Emoagglutinine alfa e beta negli stati morbosi conclamati con particolare riguardo ai tumori., in La Trasf. Del Sangue, IV: 45, 1959.
- Mazzingo Donati, Centaro A. e Cutrera A., Aggiornamenti sui problemi e sulle tecniche della terapia trasfusionale. Sulla immunizzazione da ABO in gravidanza., in Riv. Di Ostetricia e Ginecologia, XIII: 630, 1958.
- Mazzingo Donati, IOsservazioni sulla conservazione del sangue mediante ACD + Inosina., in La Traf. del Sangue, II: 33, 1957.
- Mazzingo Donati e Abbozzo G., Variazioni del sodio, del potassio e dell'ATP-asi nel sangue conservato con inosina -Proceedings of the Seventh Congress of the International Society of Blood Trasfusion -Scwankungen der Adenosin-triphosphatase, des Natriums und des Kalium in mit Inosin behandelten Btut-Arzneim-Forsch (Drug Res), in Atti del XVI Congresso della Soc. It. Di Ematologia, 1959.
- Mazzingo Donati e Abbozzo G., L'inosina nella conservazione del sangue - Proc. Of the Seventh Congress of the International Soc. of Blood Trasfusion - Inosin in der Blut-Konservierung. Arzheim-Forsch (Drug Res.), 1958.
- Mazzingo Donati, Sopravvivenza del sangue, in Pubblic. del Centro Tr. di Firenze, 1959.
- Mazzingo Donati, Conservazione del sangue., in Pubblic. Del Centro Tr. Di Firenze, 1959.
- Mazzingo Donati e Abbozzo G., L'inosina nella conservazione dei globuli rossi, prove in vitro., in La Trasf. Del Sangue, IV: 57, 1959.
- Mazzingo Donati, Sopravvivenza e conservazione dei globuli rossi alla luce delle più recenti ricerche., in Pubblic. Del Centro Regionale per la Trasf. Del Sangue di Genova, 1959.
- Mazzingo Donati e Abbozzo G., Prelievo, conservazione e trasfusione di midollo osseo, in La Trasf. Del Sangue. V: 272, 1960.
- Mazzingo Donati e Cutrera A., Sulle possibilità in campo ostetrico-ginecologico dell'exsanguinotrasfusione nell'adulto. Descrizione di 3 casi., in Riv. di Ostetricia e Ginecologia, XIV: 656, 1959.
- Mazzingo Donati e Cutrera A., Un anno di attività della Banca del Sangue della Clinica Ostetrica e Ginecologica di Firenze, in Riv. di Ostetricia e Ginecologia, XIV: 1,, 1959.
- Mazzingo Donati, Abbozzo G. e Piegaia G., Turbe della coagulazione in corso di particolari interventi chirurgici., in Ospedali d'Italia e Chirurgia, V: 571, 1961.
- Mazzingo Donati, Donatori di sangue e di midollo osseo, in Rel. Al XIV Congresso della Fed. It. Ass. di P. Ass., 1962.
- Mazzingo Donati e Calabrese L., Incidenza della epatite da virus nelle prime duemila trasfusioni del Centro di Firenze, in Boll. Inform. A.I.C.T., 1955.
- Mazzingo Donati, Il Laboratorio di un centro trasfusionale, 1955.
- Mazzingo Donati, Metodo pratico per la sierodiagnosi della lue in un centro trasfusionale, 1955.
- Mazzingo Donati, Pratica di Laboratorio per le Infermiere professionali - Lezioni, 1955.
- Mazzingo Donati, Microbiologia per le Infermiere professionali - Lezioni, 1953.
- Mazzingo Donati, Responsabilità trasfusionali, in Pubblic. Del Centro di Firenze, 1959.
- Mazzingo Donati, Il problema del sangue, Sandron, 1977.
- Mazzingo Donati , primario Centro di Immunoematologia – Arcispedale S. Maria Nuova e Stabilimenti Riuniti – Firenze (a cura di), Convegno di studio su “L'emofilia: clinica, terapia, aspetti sociali e profilassi”, La terapia dell'emofilia, Prato, Arti Grafiche Giorgi e Gambi – Firenze, 1975.
- Presidente del Convegno M. Donati, Comitato Organizzatore G. Abbozzo e G. Rossi (a cura di), Convegno Italo – Tedesco sul tema L'Esclusione di Paternità nel Nuovo Diritto di Famiglia Vaterchaftsausschluss und dan neue Familienrecht in Italien, Firenze, Centro per la Trasfusione del Sangue di Immunoematologia di Firenze, Society of Human Blood Group Science in view of forensic aspect, Società Italiana di Immunoematologia e Associazione italiana dei Centri Trasfusionali, 1975.
- Presidenti di seduta: Giorgio cavallo, Dianzani Mario Umberto, Donati Mazzingo, Organizzazione Società Piemontese di Terapia Trasfusionale (a cura di), Corso di Aggiornamento in Immunoematologia, Torino, S.I.I. - A.I.C.T., 1976.
- Mazzingo Donati (a cura di), Incontro sui problemi della raccolta e della trasfusione del sangue, Problemi della raccolta e della trasfusione del sangue nella provincia di Firenze ed in Toscana, Sesto Fiorentino, FI, Sesto Miglio Club, 1977.